# Bildstock (Kleinbrach, Kleinbracher Straße 31)

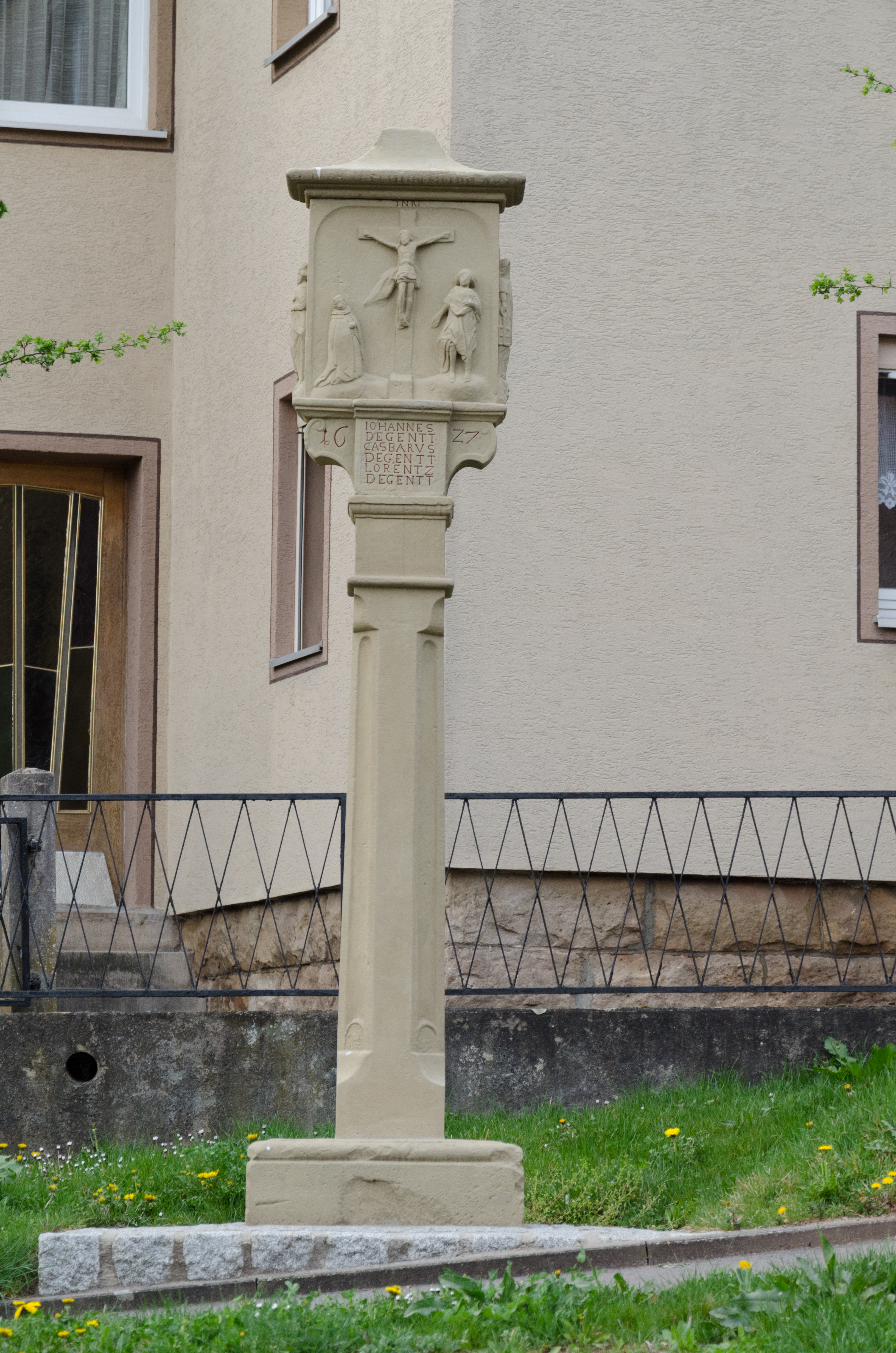
Bildstock, Nähe Kleinbracher Straße, Kleinbrach

Der Bildstock in der Kleinbracher Straße 31 befindet sich in Kleinbrach, einem Stadtteil von Bad Kissingen, der Großen Kreisstadt des unterfränkischen Landkreises Bad Kissingen. Er gehört zu den Bad Kissinger Baudenkmälern und ist unter der Nummer D-6-72-114-205 in der Bayerischen Denkmalliste registriert.

## Beschreibung
Der Bildstock besteht aus Sandstein und stammt aus dem Jahr 1627.
Der Bildstock ist drei Meter hoch, besteht aus einem Sockel mit 20 cm Höhe, einer achtkantigen und gekehlten Säule mit einer Höhe von 173 cm und einer Aufsatztafel mit einer Höhe von 82 cm. Die Aufsatztafel schließt mit einer dachförmigen Abdeckung ohne Bekrönungskreuz ab. Die flache Bildnische auf der Rückseite des Aufsatzes stellt die Kreuzigung Jesu mit den Assistenzfiguren der hl. Maria und des Apostels Johannes, während die heutige Vorderseite Jesu Kreuzigung mit Johannes dem Täufer und dem betenden Stifter.
Mit den Darstellungen des heiligen Caspar (mit „S. CAS/BARVS“) und des hl. Laurentius von Rom (mit „S. LAV/RENTZ/IVS“) an den schmalen Seitenfeldern des Aufsatzes sind alle Namenspatrone der Stifter auf dem Bildstock vertreten.
Die Inschrift im Mittelteil des Bildstockes lautet:

„GOTT ZV EH/REN UND SEI/NER WERDEN

MVTTER IST/DAS BILDN AVF/GERICHT

16     WORTEN      27

JOHANNES DEGENTT/CASBARVS/DEGENTT

16     LORENTZ/DEGENTT     27
“

Zu dem Bildstock gibt es die Erzählung von drei Brüdern aus Bischofsheim. Sie wollten die Welt kennenlernen und zogen in unterschiedliche Richtungen davon. Da brach der Dreißigjährige Krieg aus. Alle drei Brüder dachten aneinander und wollten wissen, wie es den anderen ergangen sei. Schließlich brachen alle drei Brüder im Herbst 1624 nach Hause auf. Zufällig trafen sie sich alle am gleichen Tag in Kleinbrach vor dem Amtshaus am Standort des heutigen Bildstocks. Die Wiedersehensfreude war bei allen drei Brüdern groß. Zur Erinnerung an ihr Wiedersehen haben sie später den Bildstock aufgestellt. Der Sage nach haben sich die Brüder unter einem Birnbaum wiedergetroffen; dieser soll später gefällt worden sein.
Der Bildstock wurde in der zweiten Hälfte der 1970er Jahre restauriert.